# Де-Сото (заповедник)
Национальный заповедник Де-Сото — природный заказник, сформированный в 1958 году на обоих берегах реки Миссури и расположенный в штатах Айова (46 %) и Небраска (54 %). Территория заповедника занимает площадь в 33,83 квадратных километров.
В 1960 году силами Инженерных войск США русло Миссури на небольшом участке было спрямлено к западу, на месте прежнего русла образовалась старица длиной в семь миль с озером Де-Сото.
В настоящее время на территории национального заповедника обитает около тридцати видов млекопитающих, включая белохвостых оленей, бобров, опоссумов, енотов-полоскунов, лисьих белок, ондатр и койотов, и множество видов птиц таких, как белоголовый орлан, большая голубая цапля, пеликаны, индейки и кардиналовых. Заповедник находится на Центральном пути миграции перелётных птиц, поэтому численность пернатых на территории заказника резко возрастает в весенний сезон и столь же резко падает в осенние месяцы. Ранее число мигрирующих снежных гусей достигало сотни тысяч, но в текущее время и по неизвестным причинам на летнее время в национальный заповедник Де-Сото прилетают только несколько тысяч. Напротив, число возвращающихся с зимовки на озеро канадских гусей растёт из года в год.
В национальном заповеднике Де-Сото в отдельное время года и по специальным разрешениям допускается охота на оленей, индеек и фазанов, а в сезон отсутствия перелётных птиц разрешается рыбалка на озере, вдоль берегов которого построены несколько лодочных причалов.
В 1865 году в районе будущего заповедника затонул пароход «Steamboat Bertrand», следовавший по реке Миссури на Территорию Монтана. Судно и перевозимый им груз пролежали на дне реки чуть менее ста лет, пока в 1968 году не началась операция по подъёму остатков парохода, в результате которой со дна были подняты более пятисот тысяч различных предметов, многие из них оказались в хорошем состоянии. В настоящее время экспозиция предметов с «Steamboat Bertrand» включена в Национальный реестр исторических мест США.
Национальный заповедник Де-Сото расположен в восьми километрах к востоку от города Блэр (Небраска). Вход для посетителей находится на федеральной автомагистрали US-30 между Блэром и поворотом на автодорогу I-29.

## Галерея

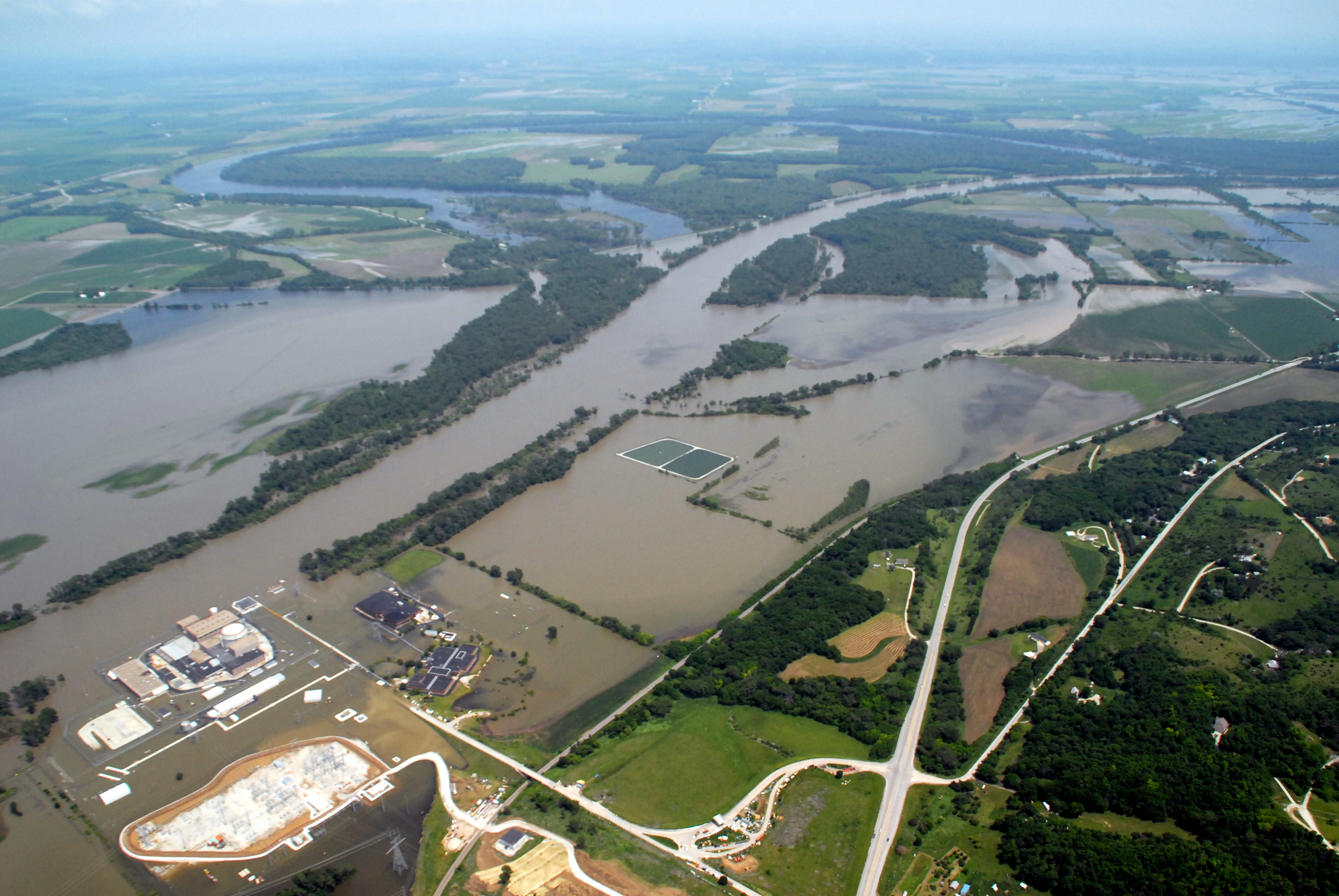
Снимок части Национального парка Де-Сото во время наводнения 2011 года на реке Миссури. Старица на фотографии находится в левом верхнем углу. Спустя пять дней после этой съёмки заповедник был закрыт по причине почти полного его затопления. На переднем плане фотоснимка расположены сооружения атомной электростанции Форт-Кэлхуна
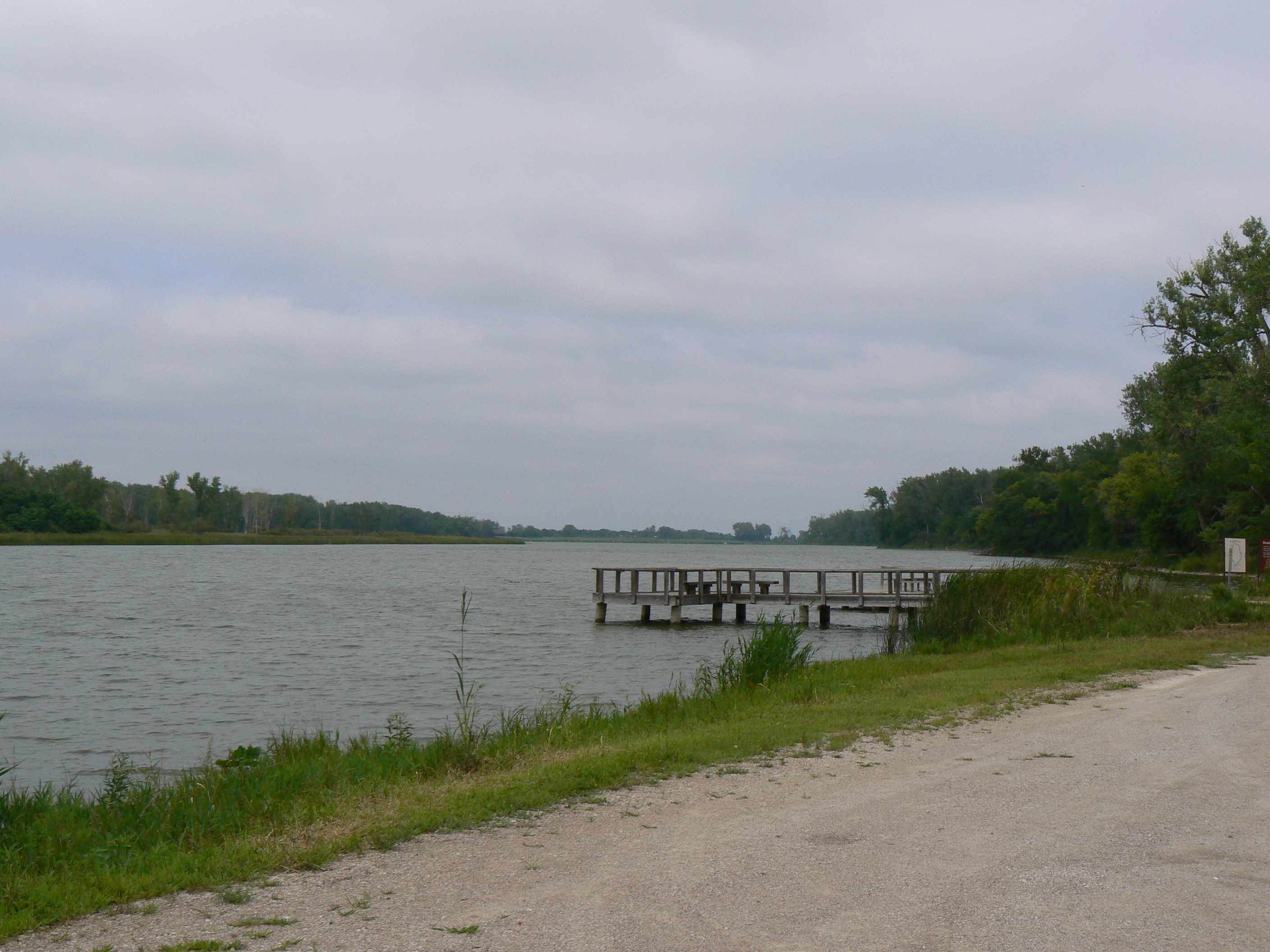
Озеро Де-Сото. До спрямления реки Миссури здесь пролегало основное её русло
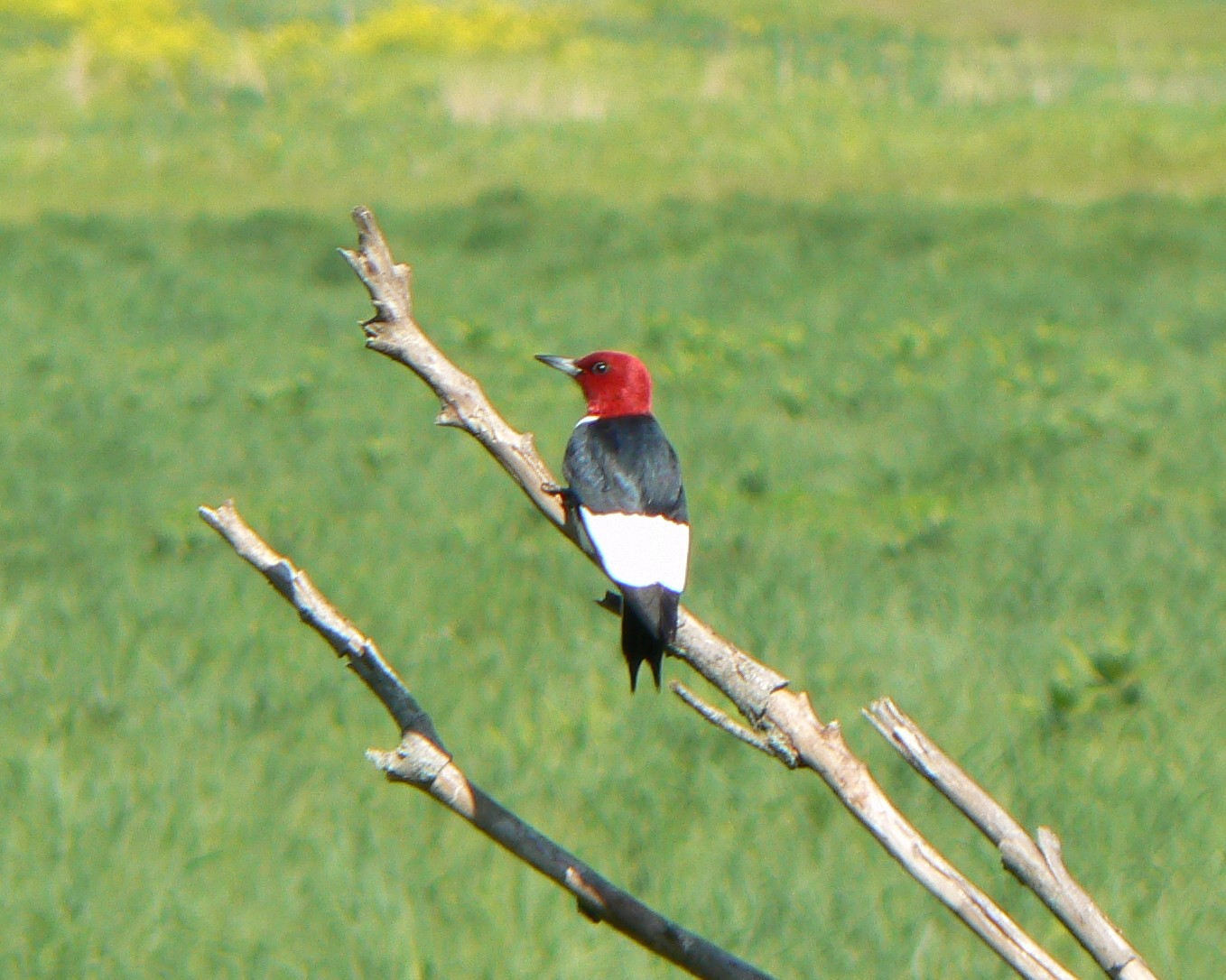
Красноголовый меланерпес в Национальном заповеднике Де-Сото
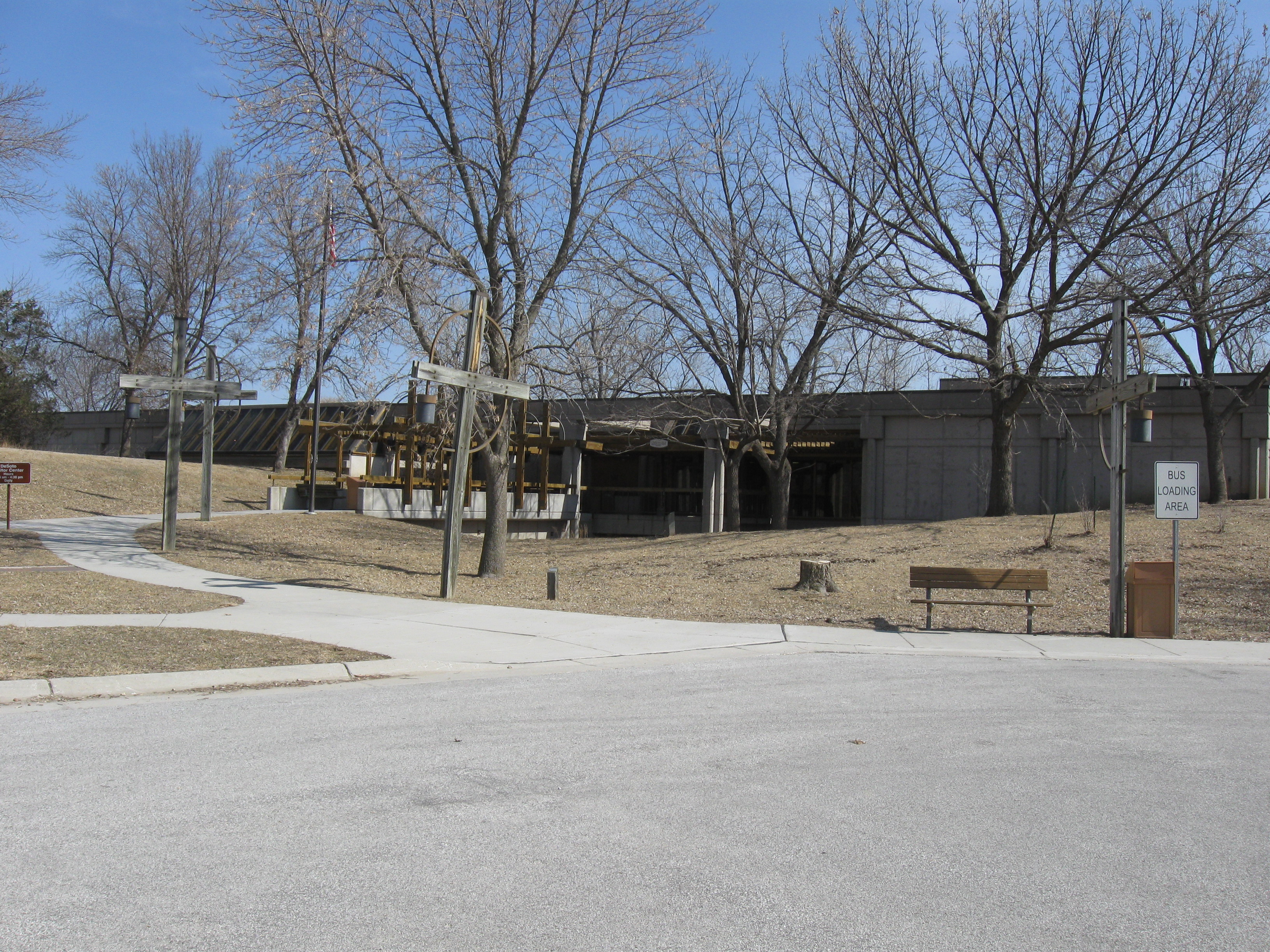
Здание с экспозицией предметов с утонувшего парохода Steamboat Bertrand